# Henry Forsberg
Henry Olof Axel Forsberg (Umeå, 15 giugno 1914 – Umeå, 17 dicembre 1981) è stato un compositore di scacchi svedese.
Cominciò a dedicarsi alla composizione scacchistica nel 1931 e pubblicò circa 150 problemi.
È rimasto famoso per un aiutomatto in due mosse con gemelli che vinse il primo premio in un concorso della Revista Română de Şah del 1935, riportato nel primo diagramma sotto. Sostituendo la donna nera in a6 di volta in volta con una torre, un alfiere, un cavallo o un pedone si ottengono altri quattro problemi di aiutomatto in due mosse. Si ricorda che nei problemi di aiutomatto la prima mossa spetta al Nero, che "aiuta" il Bianco a dargli matto nel numero prestabilito di mosse.
Il tema Forsberg (Forsberg twins in inglese) si ha quando sostituendo un pezzo con quattro diversi pezzi dello stesso colore si ottengono altri quattro problemi risolvibili nello stesso numero di mosse.  
|   | a                                                                                                   | b                                                                                                   | c                                                                                                   | d                                                                                                   | e                                                                                                   | f                                                                                                   | g                                                                                                   | h                                                                                                   |   |
| 8 | a6 donna del nero · b4 torre del bianco · g4 re del bianco · a3 re del nero · d3 cavallo del bianco | a6 donna del nero · b4 torre del bianco · g4 re del bianco · a3 re del nero · d3 cavallo del bianco | a6 donna del nero · b4 torre del bianco · g4 re del bianco · a3 re del nero · d3 cavallo del bianco | a6 donna del nero · b4 torre del bianco · g4 re del bianco · a3 re del nero · d3 cavallo del bianco | a6 donna del nero · b4 torre del bianco · g4 re del bianco · a3 re del nero · d3 cavallo del bianco | a6 donna del nero · b4 torre del bianco · g4 re del bianco · a3 re del nero · d3 cavallo del bianco | a6 donna del nero · b4 torre del bianco · g4 re del bianco · a3 re del nero · d3 cavallo del bianco | a6 donna del nero · b4 torre del bianco · g4 re del bianco · a3 re del nero · d3 cavallo del bianco | 8 |
| 7 | a6 donna del nero · b4 torre del bianco · g4 re del bianco · a3 re del nero · d3 cavallo del bianco | a6 donna del nero · b4 torre del bianco · g4 re del bianco · a3 re del nero · d3 cavallo del bianco | a6 donna del nero · b4 torre del bianco · g4 re del bianco · a3 re del nero · d3 cavallo del bianco | a6 donna del nero · b4 torre del bianco · g4 re del bianco · a3 re del nero · d3 cavallo del bianco | a6 donna del nero · b4 torre del bianco · g4 re del bianco · a3 re del nero · d3 cavallo del bianco | a6 donna del nero · b4 torre del bianco · g4 re del bianco · a3 re del nero · d3 cavallo del bianco | a6 donna del nero · b4 torre del bianco · g4 re del bianco · a3 re del nero · d3 cavallo del bianco | a6 donna del nero · b4 torre del bianco · g4 re del bianco · a3 re del nero · d3 cavallo del bianco | 7 |
| 6 | a6 donna del nero · b4 torre del bianco · g4 re del bianco · a3 re del nero · d3 cavallo del bianco | a6 donna del nero · b4 torre del bianco · g4 re del bianco · a3 re del nero · d3 cavallo del bianco | a6 donna del nero · b4 torre del bianco · g4 re del bianco · a3 re del nero · d3 cavallo del bianco | a6 donna del nero · b4 torre del bianco · g4 re del bianco · a3 re del nero · d3 cavallo del bianco | a6 donna del nero · b4 torre del bianco · g4 re del bianco · a3 re del nero · d3 cavallo del bianco | a6 donna del nero · b4 torre del bianco · g4 re del bianco · a3 re del nero · d3 cavallo del bianco | a6 donna del nero · b4 torre del bianco · g4 re del bianco · a3 re del nero · d3 cavallo del bianco | a6 donna del nero · b4 torre del bianco · g4 re del bianco · a3 re del nero · d3 cavallo del bianco | 6 |
| 5 | a6 donna del nero · b4 torre del bianco · g4 re del bianco · a3 re del nero · d3 cavallo del bianco | a6 donna del nero · b4 torre del bianco · g4 re del bianco · a3 re del nero · d3 cavallo del bianco | a6 donna del nero · b4 torre del bianco · g4 re del bianco · a3 re del nero · d3 cavallo del bianco | a6 donna del nero · b4 torre del bianco · g4 re del bianco · a3 re del nero · d3 cavallo del bianco | a6 donna del nero · b4 torre del bianco · g4 re del bianco · a3 re del nero · d3 cavallo del bianco | a6 donna del nero · b4 torre del bianco · g4 re del bianco · a3 re del nero · d3 cavallo del bianco | a6 donna del nero · b4 torre del bianco · g4 re del bianco · a3 re del nero · d3 cavallo del bianco | a6 donna del nero · b4 torre del bianco · g4 re del bianco · a3 re del nero · d3 cavallo del bianco | 5 |
| 4 | a6 donna del nero · b4 torre del bianco · g4 re del bianco · a3 re del nero · d3 cavallo del bianco | a6 donna del nero · b4 torre del bianco · g4 re del bianco · a3 re del nero · d3 cavallo del bianco | a6 donna del nero · b4 torre del bianco · g4 re del bianco · a3 re del nero · d3 cavallo del bianco | a6 donna del nero · b4 torre del bianco · g4 re del bianco · a3 re del nero · d3 cavallo del bianco | a6 donna del nero · b4 torre del bianco · g4 re del bianco · a3 re del nero · d3 cavallo del bianco | a6 donna del nero · b4 torre del bianco · g4 re del bianco · a3 re del nero · d3 cavallo del bianco | a6 donna del nero · b4 torre del bianco · g4 re del bianco · a3 re del nero · d3 cavallo del bianco | a6 donna del nero · b4 torre del bianco · g4 re del bianco · a3 re del nero · d3 cavallo del bianco | 4 |
| 3 | a6 donna del nero · b4 torre del bianco · g4 re del bianco · a3 re del nero · d3 cavallo del bianco | a6 donna del nero · b4 torre del bianco · g4 re del bianco · a3 re del nero · d3 cavallo del bianco | a6 donna del nero · b4 torre del bianco · g4 re del bianco · a3 re del nero · d3 cavallo del bianco | a6 donna del nero · b4 torre del bianco · g4 re del bianco · a3 re del nero · d3 cavallo del bianco | a6 donna del nero · b4 torre del bianco · g4 re del bianco · a3 re del nero · d3 cavallo del bianco | a6 donna del nero · b4 torre del bianco · g4 re del bianco · a3 re del nero · d3 cavallo del bianco | a6 donna del nero · b4 torre del bianco · g4 re del bianco · a3 re del nero · d3 cavallo del bianco | a6 donna del nero · b4 torre del bianco · g4 re del bianco · a3 re del nero · d3 cavallo del bianco | 3 |
| 2 | a6 donna del nero · b4 torre del bianco · g4 re del bianco · a3 re del nero · d3 cavallo del bianco | a6 donna del nero · b4 torre del bianco · g4 re del bianco · a3 re del nero · d3 cavallo del bianco | a6 donna del nero · b4 torre del bianco · g4 re del bianco · a3 re del nero · d3 cavallo del bianco | a6 donna del nero · b4 torre del bianco · g4 re del bianco · a3 re del nero · d3 cavallo del bianco | a6 donna del nero · b4 torre del bianco · g4 re del bianco · a3 re del nero · d3 cavallo del bianco | a6 donna del nero · b4 torre del bianco · g4 re del bianco · a3 re del nero · d3 cavallo del bianco | a6 donna del nero · b4 torre del bianco · g4 re del bianco · a3 re del nero · d3 cavallo del bianco | a6 donna del nero · b4 torre del bianco · g4 re del bianco · a3 re del nero · d3 cavallo del bianco | 2 |
| 1 | a6 donna del nero · b4 torre del bianco · g4 re del bianco · a3 re del nero · d3 cavallo del bianco | a6 donna del nero · b4 torre del bianco · g4 re del bianco · a3 re del nero · d3 cavallo del bianco | a6 donna del nero · b4 torre del bianco · g4 re del bianco · a3 re del nero · d3 cavallo del bianco | a6 donna del nero · b4 torre del bianco · g4 re del bianco · a3 re del nero · d3 cavallo del bianco | a6 donna del nero · b4 torre del bianco · g4 re del bianco · a3 re del nero · d3 cavallo del bianco | a6 donna del nero · b4 torre del bianco · g4 re del bianco · a3 re del nero · d3 cavallo del bianco | a6 donna del nero · b4 torre del bianco · g4 re del bianco · a3 re del nero · d3 cavallo del bianco | a6 donna del nero · b4 torre del bianco · g4 re del bianco · a3 re del nero · d3 cavallo del bianco | 1 |
|   | a                                                                                                   | b                                                                                                   | c                                                                                                   | d                                                                                                   | e                                                                                                   | f                                                                                                   | g                                                                                                   | h                                                                                                   |   |

Soluzione:
a)  1. Df6  Cc5   2. Db2  Ta4#

b)   1. Tb6  Tb1   2. Tb3  Ta1#

c)   1. Ac4  Ce1   2. Aa2  Cc2#

d)   1. Cc5  Cc1   2. Ca4  Tb3#

|   | a | b | c | d | e | f | g | h |   |
| 8 | e8 cavallo del bianco · g8 cavallo del nero · f7 pedone del nero · f6 alfiere del bianco · b5 re del bianco · c5 cavallo del bianco · d5 re del nero · e5 torre del nero · f5 pedone del nero · a4 pedone del nero · b4 pedone del nero · b3 donna del nero · d3 pedone del nero · e2 torre del bianco · c1 donna del bianco · d1 torre del bianco · h1 alfiere del nero | e8 cavallo del bianco · g8 cavallo del nero · f7 pedone del nero · f6 alfiere del bianco · b5 re del bianco · c5 cavallo del bianco · d5 re del nero · e5 torre del nero · f5 pedone del nero · a4 pedone del nero · b4 pedone del nero · b3 donna del nero · d3 pedone del nero · e2 torre del bianco · c1 donna del bianco · d1 torre del bianco · h1 alfiere del nero | e8 cavallo del bianco · g8 cavallo del nero · f7 pedone del nero · f6 alfiere del bianco · b5 re del bianco · c5 cavallo del bianco · d5 re del nero · e5 torre del nero · f5 pedone del nero · a4 pedone del nero · b4 pedone del nero · b3 donna del nero · d3 pedone del nero · e2 torre del bianco · c1 donna del bianco · d1 torre del bianco · h1 alfiere del nero | e8 cavallo del bianco · g8 cavallo del nero · f7 pedone del nero · f6 alfiere del bianco · b5 re del bianco · c5 cavallo del bianco · d5 re del nero · e5 torre del nero · f5 pedone del nero · a4 pedone del nero · b4 pedone del nero · b3 donna del nero · d3 pedone del nero · e2 torre del bianco · c1 donna del bianco · d1 torre del bianco · h1 alfiere del nero | e8 cavallo del bianco · g8 cavallo del nero · f7 pedone del nero · f6 alfiere del bianco · b5 re del bianco · c5 cavallo del bianco · d5 re del nero · e5 torre del nero · f5 pedone del nero · a4 pedone del nero · b4 pedone del nero · b3 donna del nero · d3 pedone del nero · e2 torre del bianco · c1 donna del bianco · d1 torre del bianco · h1 alfiere del nero | e8 cavallo del bianco · g8 cavallo del nero · f7 pedone del nero · f6 alfiere del bianco · b5 re del bianco · c5 cavallo del bianco · d5 re del nero · e5 torre del nero · f5 pedone del nero · a4 pedone del nero · b4 pedone del nero · b3 donna del nero · d3 pedone del nero · e2 torre del bianco · c1 donna del bianco · d1 torre del bianco · h1 alfiere del nero | e8 cavallo del bianco · g8 cavallo del nero · f7 pedone del nero · f6 alfiere del bianco · b5 re del bianco · c5 cavallo del bianco · d5 re del nero · e5 torre del nero · f5 pedone del nero · a4 pedone del nero · b4 pedone del nero · b3 donna del nero · d3 pedone del nero · e2 torre del bianco · c1 donna del bianco · d1 torre del bianco · h1 alfiere del nero | e8 cavallo del bianco · g8 cavallo del nero · f7 pedone del nero · f6 alfiere del bianco · b5 re del bianco · c5 cavallo del bianco · d5 re del nero · e5 torre del nero · f5 pedone del nero · a4 pedone del nero · b4 pedone del nero · b3 donna del nero · d3 pedone del nero · e2 torre del bianco · c1 donna del bianco · d1 torre del bianco · h1 alfiere del nero | 8 |
| 7 | e8 cavallo del bianco · g8 cavallo del nero · f7 pedone del nero · f6 alfiere del bianco · b5 re del bianco · c5 cavallo del bianco · d5 re del nero · e5 torre del nero · f5 pedone del nero · a4 pedone del nero · b4 pedone del nero · b3 donna del nero · d3 pedone del nero · e2 torre del bianco · c1 donna del bianco · d1 torre del bianco · h1 alfiere del nero | e8 cavallo del bianco · g8 cavallo del nero · f7 pedone del nero · f6 alfiere del bianco · b5 re del bianco · c5 cavallo del bianco · d5 re del nero · e5 torre del nero · f5 pedone del nero · a4 pedone del nero · b4 pedone del nero · b3 donna del nero · d3 pedone del nero · e2 torre del bianco · c1 donna del bianco · d1 torre del bianco · h1 alfiere del nero | e8 cavallo del bianco · g8 cavallo del nero · f7 pedone del nero · f6 alfiere del bianco · b5 re del bianco · c5 cavallo del bianco · d5 re del nero · e5 torre del nero · f5 pedone del nero · a4 pedone del nero · b4 pedone del nero · b3 donna del nero · d3 pedone del nero · e2 torre del bianco · c1 donna del bianco · d1 torre del bianco · h1 alfiere del nero | e8 cavallo del bianco · g8 cavallo del nero · f7 pedone del nero · f6 alfiere del bianco · b5 re del bianco · c5 cavallo del bianco · d5 re del nero · e5 torre del nero · f5 pedone del nero · a4 pedone del nero · b4 pedone del nero · b3 donna del nero · d3 pedone del nero · e2 torre del bianco · c1 donna del bianco · d1 torre del bianco · h1 alfiere del nero | e8 cavallo del bianco · g8 cavallo del nero · f7 pedone del nero · f6 alfiere del bianco · b5 re del bianco · c5 cavallo del bianco · d5 re del nero · e5 torre del nero · f5 pedone del nero · a4 pedone del nero · b4 pedone del nero · b3 donna del nero · d3 pedone del nero · e2 torre del bianco · c1 donna del bianco · d1 torre del bianco · h1 alfiere del nero | e8 cavallo del bianco · g8 cavallo del nero · f7 pedone del nero · f6 alfiere del bianco · b5 re del bianco · c5 cavallo del bianco · d5 re del nero · e5 torre del nero · f5 pedone del nero · a4 pedone del nero · b4 pedone del nero · b3 donna del nero · d3 pedone del nero · e2 torre del bianco · c1 donna del bianco · d1 torre del bianco · h1 alfiere del nero | e8 cavallo del bianco · g8 cavallo del nero · f7 pedone del nero · f6 alfiere del bianco · b5 re del bianco · c5 cavallo del bianco · d5 re del nero · e5 torre del nero · f5 pedone del nero · a4 pedone del nero · b4 pedone del nero · b3 donna del nero · d3 pedone del nero · e2 torre del bianco · c1 donna del bianco · d1 torre del bianco · h1 alfiere del nero | e8 cavallo del bianco · g8 cavallo del nero · f7 pedone del nero · f6 alfiere del bianco · b5 re del bianco · c5 cavallo del bianco · d5 re del nero · e5 torre del nero · f5 pedone del nero · a4 pedone del nero · b4 pedone del nero · b3 donna del nero · d3 pedone del nero · e2 torre del bianco · c1 donna del bianco · d1 torre del bianco · h1 alfiere del nero | 7 |
| 6 | e8 cavallo del bianco · g8 cavallo del nero · f7 pedone del nero · f6 alfiere del bianco · b5 re del bianco · c5 cavallo del bianco · d5 re del nero · e5 torre del nero · f5 pedone del nero · a4 pedone del nero · b4 pedone del nero · b3 donna del nero · d3 pedone del nero · e2 torre del bianco · c1 donna del bianco · d1 torre del bianco · h1 alfiere del nero | e8 cavallo del bianco · g8 cavallo del nero · f7 pedone del nero · f6 alfiere del bianco · b5 re del bianco · c5 cavallo del bianco · d5 re del nero · e5 torre del nero · f5 pedone del nero · a4 pedone del nero · b4 pedone del nero · b3 donna del nero · d3 pedone del nero · e2 torre del bianco · c1 donna del bianco · d1 torre del bianco · h1 alfiere del nero | e8 cavallo del bianco · g8 cavallo del nero · f7 pedone del nero · f6 alfiere del bianco · b5 re del bianco · c5 cavallo del bianco · d5 re del nero · e5 torre del nero · f5 pedone del nero · a4 pedone del nero · b4 pedone del nero · b3 donna del nero · d3 pedone del nero · e2 torre del bianco · c1 donna del bianco · d1 torre del bianco · h1 alfiere del nero | e8 cavallo del bianco · g8 cavallo del nero · f7 pedone del nero · f6 alfiere del bianco · b5 re del bianco · c5 cavallo del bianco · d5 re del nero · e5 torre del nero · f5 pedone del nero · a4 pedone del nero · b4 pedone del nero · b3 donna del nero · d3 pedone del nero · e2 torre del bianco · c1 donna del bianco · d1 torre del bianco · h1 alfiere del nero | e8 cavallo del bianco · g8 cavallo del nero · f7 pedone del nero · f6 alfiere del bianco · b5 re del bianco · c5 cavallo del bianco · d5 re del nero · e5 torre del nero · f5 pedone del nero · a4 pedone del nero · b4 pedone del nero · b3 donna del nero · d3 pedone del nero · e2 torre del bianco · c1 donna del bianco · d1 torre del bianco · h1 alfiere del nero | e8 cavallo del bianco · g8 cavallo del nero · f7 pedone del nero · f6 alfiere del bianco · b5 re del bianco · c5 cavallo del bianco · d5 re del nero · e5 torre del nero · f5 pedone del nero · a4 pedone del nero · b4 pedone del nero · b3 donna del nero · d3 pedone del nero · e2 torre del bianco · c1 donna del bianco · d1 torre del bianco · h1 alfiere del nero | e8 cavallo del bianco · g8 cavallo del nero · f7 pedone del nero · f6 alfiere del bianco · b5 re del bianco · c5 cavallo del bianco · d5 re del nero · e5 torre del nero · f5 pedone del nero · a4 pedone del nero · b4 pedone del nero · b3 donna del nero · d3 pedone del nero · e2 torre del bianco · c1 donna del bianco · d1 torre del bianco · h1 alfiere del nero | e8 cavallo del bianco · g8 cavallo del nero · f7 pedone del nero · f6 alfiere del bianco · b5 re del bianco · c5 cavallo del bianco · d5 re del nero · e5 torre del nero · f5 pedone del nero · a4 pedone del nero · b4 pedone del nero · b3 donna del nero · d3 pedone del nero · e2 torre del bianco · c1 donna del bianco · d1 torre del bianco · h1 alfiere del nero | 6 |
| 5 | e8 cavallo del bianco · g8 cavallo del nero · f7 pedone del nero · f6 alfiere del bianco · b5 re del bianco · c5 cavallo del bianco · d5 re del nero · e5 torre del nero · f5 pedone del nero · a4 pedone del nero · b4 pedone del nero · b3 donna del nero · d3 pedone del nero · e2 torre del bianco · c1 donna del bianco · d1 torre del bianco · h1 alfiere del nero | e8 cavallo del bianco · g8 cavallo del nero · f7 pedone del nero · f6 alfiere del bianco · b5 re del bianco · c5 cavallo del bianco · d5 re del nero · e5 torre del nero · f5 pedone del nero · a4 pedone del nero · b4 pedone del nero · b3 donna del nero · d3 pedone del nero · e2 torre del bianco · c1 donna del bianco · d1 torre del bianco · h1 alfiere del nero | e8 cavallo del bianco · g8 cavallo del nero · f7 pedone del nero · f6 alfiere del bianco · b5 re del bianco · c5 cavallo del bianco · d5 re del nero · e5 torre del nero · f5 pedone del nero · a4 pedone del nero · b4 pedone del nero · b3 donna del nero · d3 pedone del nero · e2 torre del bianco · c1 donna del bianco · d1 torre del bianco · h1 alfiere del nero | e8 cavallo del bianco · g8 cavallo del nero · f7 pedone del nero · f6 alfiere del bianco · b5 re del bianco · c5 cavallo del bianco · d5 re del nero · e5 torre del nero · f5 pedone del nero · a4 pedone del nero · b4 pedone del nero · b3 donna del nero · d3 pedone del nero · e2 torre del bianco · c1 donna del bianco · d1 torre del bianco · h1 alfiere del nero | e8 cavallo del bianco · g8 cavallo del nero · f7 pedone del nero · f6 alfiere del bianco · b5 re del bianco · c5 cavallo del bianco · d5 re del nero · e5 torre del nero · f5 pedone del nero · a4 pedone del nero · b4 pedone del nero · b3 donna del nero · d3 pedone del nero · e2 torre del bianco · c1 donna del bianco · d1 torre del bianco · h1 alfiere del nero | e8 cavallo del bianco · g8 cavallo del nero · f7 pedone del nero · f6 alfiere del bianco · b5 re del bianco · c5 cavallo del bianco · d5 re del nero · e5 torre del nero · f5 pedone del nero · a4 pedone del nero · b4 pedone del nero · b3 donna del nero · d3 pedone del nero · e2 torre del bianco · c1 donna del bianco · d1 torre del bianco · h1 alfiere del nero | e8 cavallo del bianco · g8 cavallo del nero · f7 pedone del nero · f6 alfiere del bianco · b5 re del bianco · c5 cavallo del bianco · d5 re del nero · e5 torre del nero · f5 pedone del nero · a4 pedone del nero · b4 pedone del nero · b3 donna del nero · d3 pedone del nero · e2 torre del bianco · c1 donna del bianco · d1 torre del bianco · h1 alfiere del nero | e8 cavallo del bianco · g8 cavallo del nero · f7 pedone del nero · f6 alfiere del bianco · b5 re del bianco · c5 cavallo del bianco · d5 re del nero · e5 torre del nero · f5 pedone del nero · a4 pedone del nero · b4 pedone del nero · b3 donna del nero · d3 pedone del nero · e2 torre del bianco · c1 donna del bianco · d1 torre del bianco · h1 alfiere del nero | 5 |
| 4 | e8 cavallo del bianco · g8 cavallo del nero · f7 pedone del nero · f6 alfiere del bianco · b5 re del bianco · c5 cavallo del bianco · d5 re del nero · e5 torre del nero · f5 pedone del nero · a4 pedone del nero · b4 pedone del nero · b3 donna del nero · d3 pedone del nero · e2 torre del bianco · c1 donna del bianco · d1 torre del bianco · h1 alfiere del nero | e8 cavallo del bianco · g8 cavallo del nero · f7 pedone del nero · f6 alfiere del bianco · b5 re del bianco · c5 cavallo del bianco · d5 re del nero · e5 torre del nero · f5 pedone del nero · a4 pedone del nero · b4 pedone del nero · b3 donna del nero · d3 pedone del nero · e2 torre del bianco · c1 donna del bianco · d1 torre del bianco · h1 alfiere del nero | e8 cavallo del bianco · g8 cavallo del nero · f7 pedone del nero · f6 alfiere del bianco · b5 re del bianco · c5 cavallo del bianco · d5 re del nero · e5 torre del nero · f5 pedone del nero · a4 pedone del nero · b4 pedone del nero · b3 donna del nero · d3 pedone del nero · e2 torre del bianco · c1 donna del bianco · d1 torre del bianco · h1 alfiere del nero | e8 cavallo del bianco · g8 cavallo del nero · f7 pedone del nero · f6 alfiere del bianco · b5 re del bianco · c5 cavallo del bianco · d5 re del nero · e5 torre del nero · f5 pedone del nero · a4 pedone del nero · b4 pedone del nero · b3 donna del nero · d3 pedone del nero · e2 torre del bianco · c1 donna del bianco · d1 torre del bianco · h1 alfiere del nero | e8 cavallo del bianco · g8 cavallo del nero · f7 pedone del nero · f6 alfiere del bianco · b5 re del bianco · c5 cavallo del bianco · d5 re del nero · e5 torre del nero · f5 pedone del nero · a4 pedone del nero · b4 pedone del nero · b3 donna del nero · d3 pedone del nero · e2 torre del bianco · c1 donna del bianco · d1 torre del bianco · h1 alfiere del nero | e8 cavallo del bianco · g8 cavallo del nero · f7 pedone del nero · f6 alfiere del bianco · b5 re del bianco · c5 cavallo del bianco · d5 re del nero · e5 torre del nero · f5 pedone del nero · a4 pedone del nero · b4 pedone del nero · b3 donna del nero · d3 pedone del nero · e2 torre del bianco · c1 donna del bianco · d1 torre del bianco · h1 alfiere del nero | e8 cavallo del bianco · g8 cavallo del nero · f7 pedone del nero · f6 alfiere del bianco · b5 re del bianco · c5 cavallo del bianco · d5 re del nero · e5 torre del nero · f5 pedone del nero · a4 pedone del nero · b4 pedone del nero · b3 donna del nero · d3 pedone del nero · e2 torre del bianco · c1 donna del bianco · d1 torre del bianco · h1 alfiere del nero | e8 cavallo del bianco · g8 cavallo del nero · f7 pedone del nero · f6 alfiere del bianco · b5 re del bianco · c5 cavallo del bianco · d5 re del nero · e5 torre del nero · f5 pedone del nero · a4 pedone del nero · b4 pedone del nero · b3 donna del nero · d3 pedone del nero · e2 torre del bianco · c1 donna del bianco · d1 torre del bianco · h1 alfiere del nero | 4 |
| 3 | e8 cavallo del bianco · g8 cavallo del nero · f7 pedone del nero · f6 alfiere del bianco · b5 re del bianco · c5 cavallo del bianco · d5 re del nero · e5 torre del nero · f5 pedone del nero · a4 pedone del nero · b4 pedone del nero · b3 donna del nero · d3 pedone del nero · e2 torre del bianco · c1 donna del bianco · d1 torre del bianco · h1 alfiere del nero | e8 cavallo del bianco · g8 cavallo del nero · f7 pedone del nero · f6 alfiere del bianco · b5 re del bianco · c5 cavallo del bianco · d5 re del nero · e5 torre del nero · f5 pedone del nero · a4 pedone del nero · b4 pedone del nero · b3 donna del nero · d3 pedone del nero · e2 torre del bianco · c1 donna del bianco · d1 torre del bianco · h1 alfiere del nero | e8 cavallo del bianco · g8 cavallo del nero · f7 pedone del nero · f6 alfiere del bianco · b5 re del bianco · c5 cavallo del bianco · d5 re del nero · e5 torre del nero · f5 pedone del nero · a4 pedone del nero · b4 pedone del nero · b3 donna del nero · d3 pedone del nero · e2 torre del bianco · c1 donna del bianco · d1 torre del bianco · h1 alfiere del nero | e8 cavallo del bianco · g8 cavallo del nero · f7 pedone del nero · f6 alfiere del bianco · b5 re del bianco · c5 cavallo del bianco · d5 re del nero · e5 torre del nero · f5 pedone del nero · a4 pedone del nero · b4 pedone del nero · b3 donna del nero · d3 pedone del nero · e2 torre del bianco · c1 donna del bianco · d1 torre del bianco · h1 alfiere del nero | e8 cavallo del bianco · g8 cavallo del nero · f7 pedone del nero · f6 alfiere del bianco · b5 re del bianco · c5 cavallo del bianco · d5 re del nero · e5 torre del nero · f5 pedone del nero · a4 pedone del nero · b4 pedone del nero · b3 donna del nero · d3 pedone del nero · e2 torre del bianco · c1 donna del bianco · d1 torre del bianco · h1 alfiere del nero | e8 cavallo del bianco · g8 cavallo del nero · f7 pedone del nero · f6 alfiere del bianco · b5 re del bianco · c5 cavallo del bianco · d5 re del nero · e5 torre del nero · f5 pedone del nero · a4 pedone del nero · b4 pedone del nero · b3 donna del nero · d3 pedone del nero · e2 torre del bianco · c1 donna del bianco · d1 torre del bianco · h1 alfiere del nero | e8 cavallo del bianco · g8 cavallo del nero · f7 pedone del nero · f6 alfiere del bianco · b5 re del bianco · c5 cavallo del bianco · d5 re del nero · e5 torre del nero · f5 pedone del nero · a4 pedone del nero · b4 pedone del nero · b3 donna del nero · d3 pedone del nero · e2 torre del bianco · c1 donna del bianco · d1 torre del bianco · h1 alfiere del nero | e8 cavallo del bianco · g8 cavallo del nero · f7 pedone del nero · f6 alfiere del bianco · b5 re del bianco · c5 cavallo del bianco · d5 re del nero · e5 torre del nero · f5 pedone del nero · a4 pedone del nero · b4 pedone del nero · b3 donna del nero · d3 pedone del nero · e2 torre del bianco · c1 donna del bianco · d1 torre del bianco · h1 alfiere del nero | 3 |
| 2 | e8 cavallo del bianco · g8 cavallo del nero · f7 pedone del nero · f6 alfiere del bianco · b5 re del bianco · c5 cavallo del bianco · d5 re del nero · e5 torre del nero · f5 pedone del nero · a4 pedone del nero · b4 pedone del nero · b3 donna del nero · d3 pedone del nero · e2 torre del bianco · c1 donna del bianco · d1 torre del bianco · h1 alfiere del nero | e8 cavallo del bianco · g8 cavallo del nero · f7 pedone del nero · f6 alfiere del bianco · b5 re del bianco · c5 cavallo del bianco · d5 re del nero · e5 torre del nero · f5 pedone del nero · a4 pedone del nero · b4 pedone del nero · b3 donna del nero · d3 pedone del nero · e2 torre del bianco · c1 donna del bianco · d1 torre del bianco · h1 alfiere del nero | e8 cavallo del bianco · g8 cavallo del nero · f7 pedone del nero · f6 alfiere del bianco · b5 re del bianco · c5 cavallo del bianco · d5 re del nero · e5 torre del nero · f5 pedone del nero · a4 pedone del nero · b4 pedone del nero · b3 donna del nero · d3 pedone del nero · e2 torre del bianco · c1 donna del bianco · d1 torre del bianco · h1 alfiere del nero | e8 cavallo del bianco · g8 cavallo del nero · f7 pedone del nero · f6 alfiere del bianco · b5 re del bianco · c5 cavallo del bianco · d5 re del nero · e5 torre del nero · f5 pedone del nero · a4 pedone del nero · b4 pedone del nero · b3 donna del nero · d3 pedone del nero · e2 torre del bianco · c1 donna del bianco · d1 torre del bianco · h1 alfiere del nero | e8 cavallo del bianco · g8 cavallo del nero · f7 pedone del nero · f6 alfiere del bianco · b5 re del bianco · c5 cavallo del bianco · d5 re del nero · e5 torre del nero · f5 pedone del nero · a4 pedone del nero · b4 pedone del nero · b3 donna del nero · d3 pedone del nero · e2 torre del bianco · c1 donna del bianco · d1 torre del bianco · h1 alfiere del nero | e8 cavallo del bianco · g8 cavallo del nero · f7 pedone del nero · f6 alfiere del bianco · b5 re del bianco · c5 cavallo del bianco · d5 re del nero · e5 torre del nero · f5 pedone del nero · a4 pedone del nero · b4 pedone del nero · b3 donna del nero · d3 pedone del nero · e2 torre del bianco · c1 donna del bianco · d1 torre del bianco · h1 alfiere del nero | e8 cavallo del bianco · g8 cavallo del nero · f7 pedone del nero · f6 alfiere del bianco · b5 re del bianco · c5 cavallo del bianco · d5 re del nero · e5 torre del nero · f5 pedone del nero · a4 pedone del nero · b4 pedone del nero · b3 donna del nero · d3 pedone del nero · e2 torre del bianco · c1 donna del bianco · d1 torre del bianco · h1 alfiere del nero | e8 cavallo del bianco · g8 cavallo del nero · f7 pedone del nero · f6 alfiere del bianco · b5 re del bianco · c5 cavallo del bianco · d5 re del nero · e5 torre del nero · f5 pedone del nero · a4 pedone del nero · b4 pedone del nero · b3 donna del nero · d3 pedone del nero · e2 torre del bianco · c1 donna del bianco · d1 torre del bianco · h1 alfiere del nero | 2 |
| 1 | e8 cavallo del bianco · g8 cavallo del nero · f7 pedone del nero · f6 alfiere del bianco · b5 re del bianco · c5 cavallo del bianco · d5 re del nero · e5 torre del nero · f5 pedone del nero · a4 pedone del nero · b4 pedone del nero · b3 donna del nero · d3 pedone del nero · e2 torre del bianco · c1 donna del bianco · d1 torre del bianco · h1 alfiere del nero | e8 cavallo del bianco · g8 cavallo del nero · f7 pedone del nero · f6 alfiere del bianco · b5 re del bianco · c5 cavallo del bianco · d5 re del nero · e5 torre del nero · f5 pedone del nero · a4 pedone del nero · b4 pedone del nero · b3 donna del nero · d3 pedone del nero · e2 torre del bianco · c1 donna del bianco · d1 torre del bianco · h1 alfiere del nero | e8 cavallo del bianco · g8 cavallo del nero · f7 pedone del nero · f6 alfiere del bianco · b5 re del bianco · c5 cavallo del bianco · d5 re del nero · e5 torre del nero · f5 pedone del nero · a4 pedone del nero · b4 pedone del nero · b3 donna del nero · d3 pedone del nero · e2 torre del bianco · c1 donna del bianco · d1 torre del bianco · h1 alfiere del nero | e8 cavallo del bianco · g8 cavallo del nero · f7 pedone del nero · f6 alfiere del bianco · b5 re del bianco · c5 cavallo del bianco · d5 re del nero · e5 torre del nero · f5 pedone del nero · a4 pedone del nero · b4 pedone del nero · b3 donna del nero · d3 pedone del nero · e2 torre del bianco · c1 donna del bianco · d1 torre del bianco · h1 alfiere del nero | e8 cavallo del bianco · g8 cavallo del nero · f7 pedone del nero · f6 alfiere del bianco · b5 re del bianco · c5 cavallo del bianco · d5 re del nero · e5 torre del nero · f5 pedone del nero · a4 pedone del nero · b4 pedone del nero · b3 donna del nero · d3 pedone del nero · e2 torre del bianco · c1 donna del bianco · d1 torre del bianco · h1 alfiere del nero | e8 cavallo del bianco · g8 cavallo del nero · f7 pedone del nero · f6 alfiere del bianco · b5 re del bianco · c5 cavallo del bianco · d5 re del nero · e5 torre del nero · f5 pedone del nero · a4 pedone del nero · b4 pedone del nero · b3 donna del nero · d3 pedone del nero · e2 torre del bianco · c1 donna del bianco · d1 torre del bianco · h1 alfiere del nero | e8 cavallo del bianco · g8 cavallo del nero · f7 pedone del nero · f6 alfiere del bianco · b5 re del bianco · c5 cavallo del bianco · d5 re del nero · e5 torre del nero · f5 pedone del nero · a4 pedone del nero · b4 pedone del nero · b3 donna del nero · d3 pedone del nero · e2 torre del bianco · c1 donna del bianco · d1 torre del bianco · h1 alfiere del nero | e8 cavallo del bianco · g8 cavallo del nero · f7 pedone del nero · f6 alfiere del bianco · b5 re del bianco · c5 cavallo del bianco · d5 re del nero · e5 torre del nero · f5 pedone del nero · a4 pedone del nero · b4 pedone del nero · b3 donna del nero · d3 pedone del nero · e2 torre del bianco · c1 donna del bianco · d1 torre del bianco · h1 alfiere del nero | 1 |
|   | a | b | c | d | e | f | g | h |   |

Soluzione:
1. Df4!? ... Dc3! – 1. Cxb3!? ... Re6+!
Chiave:  1. Cxd3 !  (min. 2. Cf4#)
1... Rd4+  2. Dc5#

1... Re6+  2. Cc5#

1... Te3/Txe2  2. Dc6#

|   | a | b | c | d | e | f | g | h |   |
| 8 | c8 donna del bianco · b7 re del bianco · c4 alfiere del bianco · h4 pedone del nero · b2 pedone del nero · h2 alfiere del bianco · a1 re del nero | c8 donna del bianco · b7 re del bianco · c4 alfiere del bianco · h4 pedone del nero · b2 pedone del nero · h2 alfiere del bianco · a1 re del nero | c8 donna del bianco · b7 re del bianco · c4 alfiere del bianco · h4 pedone del nero · b2 pedone del nero · h2 alfiere del bianco · a1 re del nero | c8 donna del bianco · b7 re del bianco · c4 alfiere del bianco · h4 pedone del nero · b2 pedone del nero · h2 alfiere del bianco · a1 re del nero | c8 donna del bianco · b7 re del bianco · c4 alfiere del bianco · h4 pedone del nero · b2 pedone del nero · h2 alfiere del bianco · a1 re del nero | c8 donna del bianco · b7 re del bianco · c4 alfiere del bianco · h4 pedone del nero · b2 pedone del nero · h2 alfiere del bianco · a1 re del nero | c8 donna del bianco · b7 re del bianco · c4 alfiere del bianco · h4 pedone del nero · b2 pedone del nero · h2 alfiere del bianco · a1 re del nero | c8 donna del bianco · b7 re del bianco · c4 alfiere del bianco · h4 pedone del nero · b2 pedone del nero · h2 alfiere del bianco · a1 re del nero | 8 |
| 7 | c8 donna del bianco · b7 re del bianco · c4 alfiere del bianco · h4 pedone del nero · b2 pedone del nero · h2 alfiere del bianco · a1 re del nero | c8 donna del bianco · b7 re del bianco · c4 alfiere del bianco · h4 pedone del nero · b2 pedone del nero · h2 alfiere del bianco · a1 re del nero | c8 donna del bianco · b7 re del bianco · c4 alfiere del bianco · h4 pedone del nero · b2 pedone del nero · h2 alfiere del bianco · a1 re del nero | c8 donna del bianco · b7 re del bianco · c4 alfiere del bianco · h4 pedone del nero · b2 pedone del nero · h2 alfiere del bianco · a1 re del nero | c8 donna del bianco · b7 re del bianco · c4 alfiere del bianco · h4 pedone del nero · b2 pedone del nero · h2 alfiere del bianco · a1 re del nero | c8 donna del bianco · b7 re del bianco · c4 alfiere del bianco · h4 pedone del nero · b2 pedone del nero · h2 alfiere del bianco · a1 re del nero | c8 donna del bianco · b7 re del bianco · c4 alfiere del bianco · h4 pedone del nero · b2 pedone del nero · h2 alfiere del bianco · a1 re del nero | c8 donna del bianco · b7 re del bianco · c4 alfiere del bianco · h4 pedone del nero · b2 pedone del nero · h2 alfiere del bianco · a1 re del nero | 7 |
| 6 | c8 donna del bianco · b7 re del bianco · c4 alfiere del bianco · h4 pedone del nero · b2 pedone del nero · h2 alfiere del bianco · a1 re del nero | c8 donna del bianco · b7 re del bianco · c4 alfiere del bianco · h4 pedone del nero · b2 pedone del nero · h2 alfiere del bianco · a1 re del nero | c8 donna del bianco · b7 re del bianco · c4 alfiere del bianco · h4 pedone del nero · b2 pedone del nero · h2 alfiere del bianco · a1 re del nero | c8 donna del bianco · b7 re del bianco · c4 alfiere del bianco · h4 pedone del nero · b2 pedone del nero · h2 alfiere del bianco · a1 re del nero | c8 donna del bianco · b7 re del bianco · c4 alfiere del bianco · h4 pedone del nero · b2 pedone del nero · h2 alfiere del bianco · a1 re del nero | c8 donna del bianco · b7 re del bianco · c4 alfiere del bianco · h4 pedone del nero · b2 pedone del nero · h2 alfiere del bianco · a1 re del nero | c8 donna del bianco · b7 re del bianco · c4 alfiere del bianco · h4 pedone del nero · b2 pedone del nero · h2 alfiere del bianco · a1 re del nero | c8 donna del bianco · b7 re del bianco · c4 alfiere del bianco · h4 pedone del nero · b2 pedone del nero · h2 alfiere del bianco · a1 re del nero | 6 |
| 5 | c8 donna del bianco · b7 re del bianco · c4 alfiere del bianco · h4 pedone del nero · b2 pedone del nero · h2 alfiere del bianco · a1 re del nero | c8 donna del bianco · b7 re del bianco · c4 alfiere del bianco · h4 pedone del nero · b2 pedone del nero · h2 alfiere del bianco · a1 re del nero | c8 donna del bianco · b7 re del bianco · c4 alfiere del bianco · h4 pedone del nero · b2 pedone del nero · h2 alfiere del bianco · a1 re del nero | c8 donna del bianco · b7 re del bianco · c4 alfiere del bianco · h4 pedone del nero · b2 pedone del nero · h2 alfiere del bianco · a1 re del nero | c8 donna del bianco · b7 re del bianco · c4 alfiere del bianco · h4 pedone del nero · b2 pedone del nero · h2 alfiere del bianco · a1 re del nero | c8 donna del bianco · b7 re del bianco · c4 alfiere del bianco · h4 pedone del nero · b2 pedone del nero · h2 alfiere del bianco · a1 re del nero | c8 donna del bianco · b7 re del bianco · c4 alfiere del bianco · h4 pedone del nero · b2 pedone del nero · h2 alfiere del bianco · a1 re del nero | c8 donna del bianco · b7 re del bianco · c4 alfiere del bianco · h4 pedone del nero · b2 pedone del nero · h2 alfiere del bianco · a1 re del nero | 5 |
| 4 | c8 donna del bianco · b7 re del bianco · c4 alfiere del bianco · h4 pedone del nero · b2 pedone del nero · h2 alfiere del bianco · a1 re del nero | c8 donna del bianco · b7 re del bianco · c4 alfiere del bianco · h4 pedone del nero · b2 pedone del nero · h2 alfiere del bianco · a1 re del nero | c8 donna del bianco · b7 re del bianco · c4 alfiere del bianco · h4 pedone del nero · b2 pedone del nero · h2 alfiere del bianco · a1 re del nero | c8 donna del bianco · b7 re del bianco · c4 alfiere del bianco · h4 pedone del nero · b2 pedone del nero · h2 alfiere del bianco · a1 re del nero | c8 donna del bianco · b7 re del bianco · c4 alfiere del bianco · h4 pedone del nero · b2 pedone del nero · h2 alfiere del bianco · a1 re del nero | c8 donna del bianco · b7 re del bianco · c4 alfiere del bianco · h4 pedone del nero · b2 pedone del nero · h2 alfiere del bianco · a1 re del nero | c8 donna del bianco · b7 re del bianco · c4 alfiere del bianco · h4 pedone del nero · b2 pedone del nero · h2 alfiere del bianco · a1 re del nero | c8 donna del bianco · b7 re del bianco · c4 alfiere del bianco · h4 pedone del nero · b2 pedone del nero · h2 alfiere del bianco · a1 re del nero | 4 |
| 3 | c8 donna del bianco · b7 re del bianco · c4 alfiere del bianco · h4 pedone del nero · b2 pedone del nero · h2 alfiere del bianco · a1 re del nero | c8 donna del bianco · b7 re del bianco · c4 alfiere del bianco · h4 pedone del nero · b2 pedone del nero · h2 alfiere del bianco · a1 re del nero | c8 donna del bianco · b7 re del bianco · c4 alfiere del bianco · h4 pedone del nero · b2 pedone del nero · h2 alfiere del bianco · a1 re del nero | c8 donna del bianco · b7 re del bianco · c4 alfiere del bianco · h4 pedone del nero · b2 pedone del nero · h2 alfiere del bianco · a1 re del nero | c8 donna del bianco · b7 re del bianco · c4 alfiere del bianco · h4 pedone del nero · b2 pedone del nero · h2 alfiere del bianco · a1 re del nero | c8 donna del bianco · b7 re del bianco · c4 alfiere del bianco · h4 pedone del nero · b2 pedone del nero · h2 alfiere del bianco · a1 re del nero | c8 donna del bianco · b7 re del bianco · c4 alfiere del bianco · h4 pedone del nero · b2 pedone del nero · h2 alfiere del bianco · a1 re del nero | c8 donna del bianco · b7 re del bianco · c4 alfiere del bianco · h4 pedone del nero · b2 pedone del nero · h2 alfiere del bianco · a1 re del nero | 3 |
| 2 | c8 donna del bianco · b7 re del bianco · c4 alfiere del bianco · h4 pedone del nero · b2 pedone del nero · h2 alfiere del bianco · a1 re del nero | c8 donna del bianco · b7 re del bianco · c4 alfiere del bianco · h4 pedone del nero · b2 pedone del nero · h2 alfiere del bianco · a1 re del nero | c8 donna del bianco · b7 re del bianco · c4 alfiere del bianco · h4 pedone del nero · b2 pedone del nero · h2 alfiere del bianco · a1 re del nero | c8 donna del bianco · b7 re del bianco · c4 alfiere del bianco · h4 pedone del nero · b2 pedone del nero · h2 alfiere del bianco · a1 re del nero | c8 donna del bianco · b7 re del bianco · c4 alfiere del bianco · h4 pedone del nero · b2 pedone del nero · h2 alfiere del bianco · a1 re del nero | c8 donna del bianco · b7 re del bianco · c4 alfiere del bianco · h4 pedone del nero · b2 pedone del nero · h2 alfiere del bianco · a1 re del nero | c8 donna del bianco · b7 re del bianco · c4 alfiere del bianco · h4 pedone del nero · b2 pedone del nero · h2 alfiere del bianco · a1 re del nero | c8 donna del bianco · b7 re del bianco · c4 alfiere del bianco · h4 pedone del nero · b2 pedone del nero · h2 alfiere del bianco · a1 re del nero | 2 |
| 1 | c8 donna del bianco · b7 re del bianco · c4 alfiere del bianco · h4 pedone del nero · b2 pedone del nero · h2 alfiere del bianco · a1 re del nero | c8 donna del bianco · b7 re del bianco · c4 alfiere del bianco · h4 pedone del nero · b2 pedone del nero · h2 alfiere del bianco · a1 re del nero | c8 donna del bianco · b7 re del bianco · c4 alfiere del bianco · h4 pedone del nero · b2 pedone del nero · h2 alfiere del bianco · a1 re del nero | c8 donna del bianco · b7 re del bianco · c4 alfiere del bianco · h4 pedone del nero · b2 pedone del nero · h2 alfiere del bianco · a1 re del nero | c8 donna del bianco · b7 re del bianco · c4 alfiere del bianco · h4 pedone del nero · b2 pedone del nero · h2 alfiere del bianco · a1 re del nero | c8 donna del bianco · b7 re del bianco · c4 alfiere del bianco · h4 pedone del nero · b2 pedone del nero · h2 alfiere del bianco · a1 re del nero | c8 donna del bianco · b7 re del bianco · c4 alfiere del bianco · h4 pedone del nero · b2 pedone del nero · h2 alfiere del bianco · a1 re del nero | c8 donna del bianco · b7 re del bianco · c4 alfiere del bianco · h4 pedone del nero · b2 pedone del nero · h2 alfiere del bianco · a1 re del nero | 1 |
|   | a | b | c | d | e | f | g | h |   |

Soluzione:
1. Ab3 !  (zugzwang)
1... b1=D/T  2. Ae5+ D/Tb2  3. Dc1#

1... b1=C  2. Dc1 ...  3. Ae5#

1... Rb1  2. Ac2+ Ra1  3. Da8#